# Ирбитис, Карлис
Ка́рлис И́рбитис (латыш. Kārlis Irbītis; 14 октября 1904, Лоде, близ Руйиены, Российская империя, ныне Латвия — 13 октября 1997, Сен-Лоран, ныне в составе Монреаля, Канада, — латвийский авиаконструктор.

## Биография
Окончил Рижский государственный техникум в 1925 году. В том же году сконструировал свой первый самолёт.
С 1930 года работал на фабрике «ВЭФ» (латыш. VEF).
Разработал лёгкий истребитель VEF I-16 с неубирающимся шасси (1939 год), спортивный самолёт VEF I-12 (1935 год). По первой букве фамилии конструктора, Irbītis, латвийские самолёты имели литеру «I».
Автор эмблемы VEF и дизайна радиоприёмников радиосезона 1933/34 годов.
С 1942 по 1948 год работал на фирме «Мессершмитт».
После Второй мировой войны жил в Канаде, работал инженером-конструктором в компании «Канадэр».
В 1992 году Латвийская академия наук присвоила Ирбитису звание почётного доктора. Столетие Ирбитиса было торжественно отмечено в Латвии.

## Авторство
- Дизайн эмблемы ВЭФа (VEF)
- Радиоприёмник радиосезона 1933/34 годов
- Мотоцикл Pandera (в соавторстве с Арнольдом Пандерсом)
- 1925—1935 годы — проекты самолётов для спортивных пилотов
- 1935—1943 годы — спортивные самолёты VEF I-11 и VEF I-12
- 1937—1940 годы —учебно-боевые самолёты VEF I-14, VEF I-15А, VEF I-15B, VEF I-15BIS
- 1940 год — лёгкий истребитель VEF I-16
- 1941 год — лёгкий истребитель I-17
- 1957 год — разработал самолёт вертикального взлёта CL-84

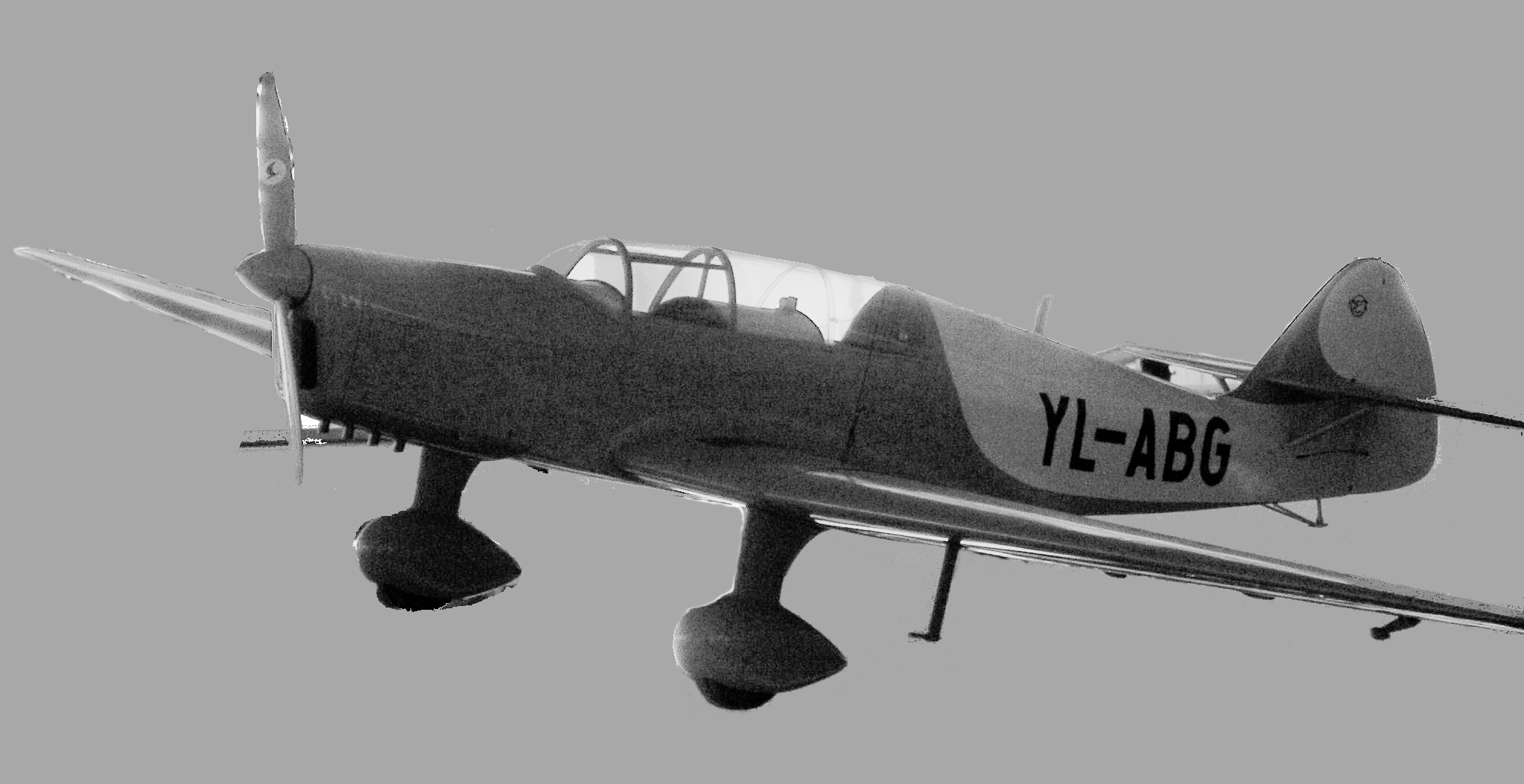
Самолет VEF I-12
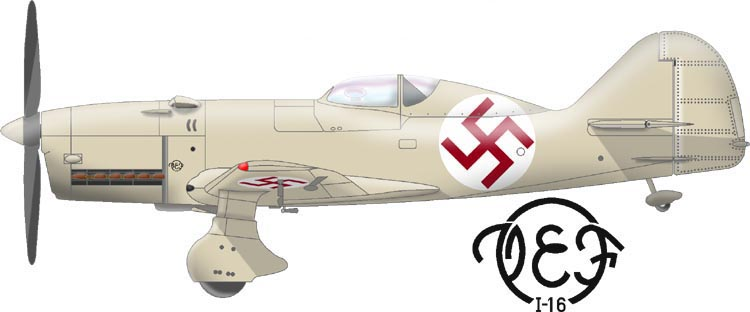
Самолет VEF I-16

## Патенты
- K.Irbitis. Control System for Aircraft. Patent of Canada Nr.822575, 1963.
- K.Irbitis. Pneumatic propeller drive system. Patent of Canada Nr.683336, 1964.
- K.Irbitis. Pneumatic propeller drives. Patent of Canada Nr.683335, 1964; Patent of USA Nr.312027, 1964.